# 江蘇省宜興中學
江苏省宜兴中学创建于1928年，其前身为私立宜兴精一中学，坐落于中國江蘇宜兴市城区中心。 1980年，学校被确定为首批办好的省重点中学。1996年12月经江苏省教委批准更名为“江苏省宜兴中学”，1999年4月成为江苏省首批通过验收的“国家级示范性高中”，2004年经江苏省教育厅批准转评为“江苏省四星级学校”。
近几年来，学校先后被授予中国中小学现代教育技术实验学校、全国青少年科普创新示范学校、全国群众体育先进集体、江苏省先进集体、江苏省文明单位、江苏省模范学校、江苏省德育先进学校、江苏省基层党建先进集体、江苏省绿色学校等荣誉称号。近80年来，在“天下为己任，规矩成方圆”校训的激励下，学校先后为国家培养了3万多名各类优秀学生和许多栋梁之材。
宜兴中学新校区已于2009年11月落成，并于2010年2月正式启用。新校区坐落于宜兴市东氿新城区，占地260亩，建筑面积81000㎡，绿化面积57500㎡。现有班级43个，在校学生2153人，在编教职员工225人，专职教师185人。校舍布局现代化气息浓厚，校园宁静幽雅。該校是宜兴地区唯一的一所具有聘请外籍教师资格和可以接收外国中学生就读学习资格的中学。
目前，該校有特级教师2人，有博士研究生1人，有硕士研究生5人，另有14位教师被正式录取攻读教育硕士；无锡市学科带头人11人，无锡市教学能手18人，无锡市教学新秀10人；现有高级教师68 人，一级教师35人。已有近400位学生在全国性各类学科竞赛中取得佳绩。

## 校训
- 天下为己任，规矩成方圆。（老校区）
- 亲爱劳苦，惟精惟一。（新校区）

## 著名校友
- 蒋南翔：前清华大学校长、高教部部长。
- 吴浩清：中科院资深院士、著名物理化学家。
- 蒋德明：著名内燃机专家、西安交通大学校长。
- 虞兆中：台湾大学校长、名誉教授。